# Мамбере-Кадеї
Мамбере-Кадеї — одна з 14 префектур Центральноафриканської Республіки. Столиця — Бербераті.
Межує на півночі з префектурою Нана-Мамбере, на північному сході з префектурою Омбелла-Мпоко, на сході з префектурою Лобан, на півдні з економічною префектурою Санга-Мбаере, на заході з Камеруном.

## Клімат
| Клімат                    | Клімат | Клімат | Клімат | Клімат | Клімат | Клімат | Клімат | Клімат | Клімат | Клімат | Клімат | Клімат | Клімат |
| Показник                  | Січ.   | Лют.   | Бер.   | Квіт.  | Трав.  | Черв.  | Лип.   | Серп.  | Вер.   | Жовт.  | Лист.  | Груд.  |        |
| Середній максимум, °C     | 31     | 32,5   | 32,5   | 30,7   | 30,1   | 29     | 28,3   | 27,9   | 28,7   | 29,4   | 30,2   | 30,5   |        |
| Середня температура, °C   | 24,2   | 25,6   | 26,1   | 25,2   | 24,8   | 24     | 23,6   | 23,3   | 23,7   | 24     | 24,4   | 23,6   |        |
| Середній мінімум, °C      | 17,5   | 18,7   | 19,7   | 19,8   | 19,6   | 19,1   | 18,9   | 18,8   | 18,7   | 18,7   | 18,6   | 16,7   |        |
| Норма опадів, мм          | 21     | 36     | 95     | 129    | 146    | 158    | 143    | 186    | 216    | 221    | 84     | 26     |        |
| ------------------------- | ------ | ------ | ------ | ------ | ------ | ------ | ------ | ------ | ------ | ------ | ------ | ------ | ------ |
| Джерело: Climate-Data.org |        |        |        |        |        |        |        |        |        |        |        |        |        |